# Daniel Fehrenbacher
Daniel Fehrenbacher (* 17. Februar 1979 in Colmar) ist ein deutscher Koch.

## Werdegang

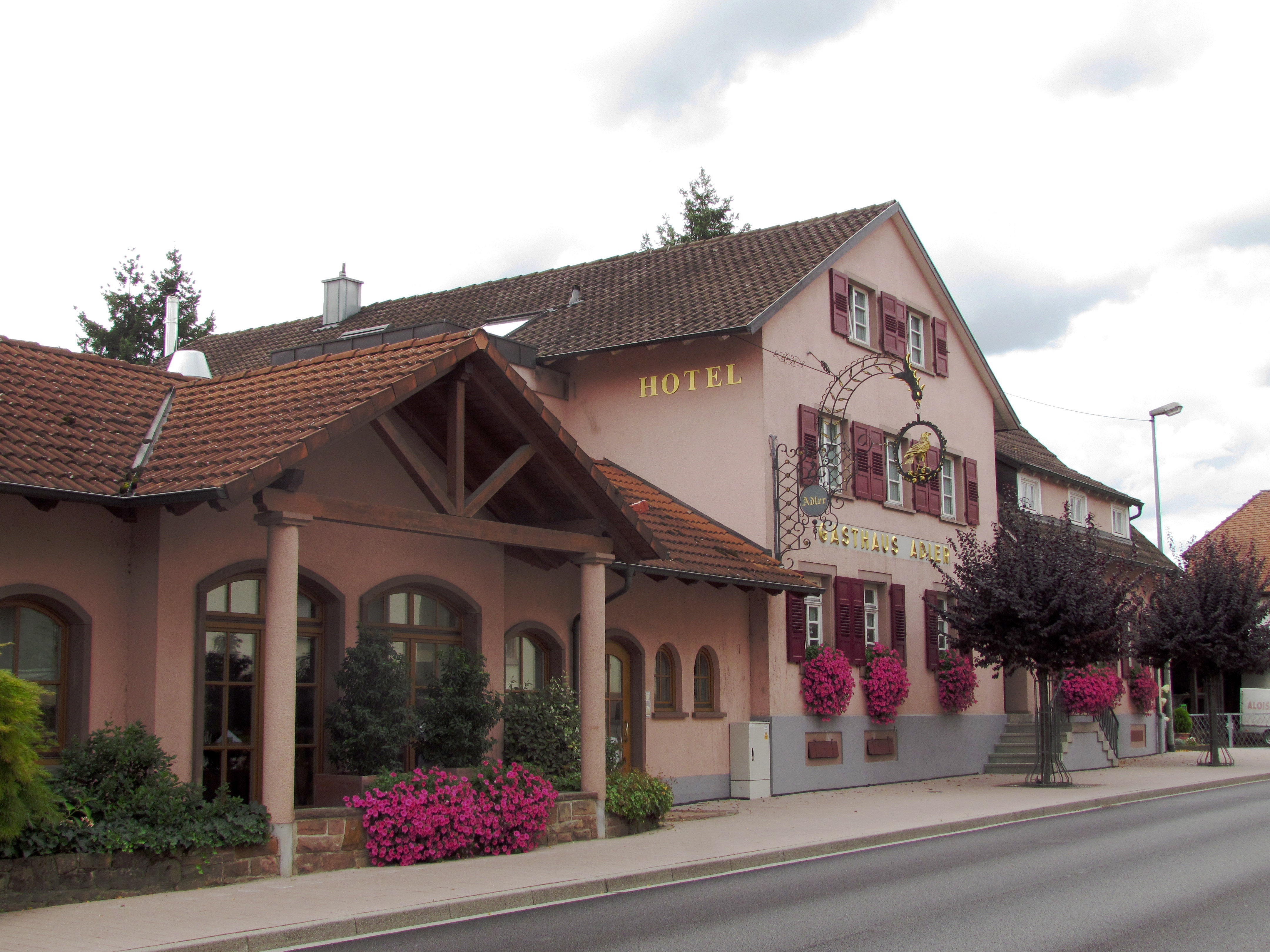
Hotel Restaurant Adler

Fehrenbacher entstammt einer Gastronomenfamilie, schon seine Urgroßeltern führten das Hotel Restaurant Adler in Lahr. Sein Vater ist Otto Fehrenbacher.
Nach der Ausbildung ab 1998 im Hotel-Restaurant Krone bei Karl-Emil Kuntz in Hayna (ein Michelinstern) wechselte er 2001 zum Restaurant Auberge de l'Ill bei Marc und Paul Haeberlin in Illhaeusern (drei Michelinsterne). 2003 kochte er im Restaurant Alain Ducasse in Paris (drei Michelinsterne), 2004 im Landhaus Feckl bei Franz Feckl in Ehningen (ein Michelinstern) und wurde Küchenmeister. 2005 ging er zum Restaurant Pont de Brent bei Gérard Rabaey bei Montreux (drei Michelinsterne). 2006 wechselte er zur Patisserie Litzler & Vogel in Strasbourg. 
2006 übergab ihm sein Vater die  Küchenleitung. Sein Restaurant wird wie unter seinem Vater mit einem Michelinstern ausgezeichnet.

## Auszeichnungen
- Seit 2006: Ein Michelinstern im Guide Michelin 2007 für das Restaurant Adler[1]
- 2018: Aufsteiger des Jahres von Gault Millau[4]